# Mafalda de Savoia
Mafalda de Savoia o de Maurianne (1125 - Coïmbra 1157) va ser una noble savoiana i la primera reina consort de Portugal (1146-1157) pel seu matrimoni amb Alfons I.

## Orígens familiars
Va néixer els primers anys de la dècada de 1130, segurament vers 1133. Va ser filla del comte Amadeu III de Savoia i la seva esposa Mafalda d'Albon, i era néta del comte Humbert II i de Gisela de Borgonya i, per tant, estava emparentada amb la dinastia dels comtes palatins de Borgonya. Fou germana del també comte Humbert III de Savoia.
A banda de Mafalda, va ser coneguda amb els nom de Matilde i Mahaut.

## Reina de Portugal
El 1146 es va casar amb el rei Alfons I de Portugal. Segons Livermore, el matrimoni va confirmar les relacions establertes prèviament entre Portugal i Borgonya, atesa l'ascendència de Mafalda, com a néta de la comtessa Gisela. De la unió van néixer:
- Enric (1147)[5]
- Mafalda (1148), casada el 1159 amb el comte-rei Alfons II d'Aragó
- Urraca (1151-1188), casada Ferran II de Lleó
- Sanç (1154-1212), rei de Portugal
- Joan (ca. 1163)[6]
- Teresa (1157-1218), casada amb Felip I de Flandes i després amb Eudes III de Borgonya
- Sança (1158 - ca. 1162)[6]

No se sap on van ser criats els seus fills, tant la infanta Urraca com l'infant Sanç van estar a càrrec de dones de Coïmbra, lloc de la cort per excel·lència. De la seva educació va dependre de la noblesa, encarregada a la família Ribadouro, i concretament a Teresa Affonso, anomenada «nutrix prolis regiae». Quan va morir, l'havien sobreviscut quatre dels seus fills.

## Mort
La reina va morir a Coïmbra entre 1157 i 1158. Alguns daten la mort de Mafalda el 4 de desembre de 1157 i altres el 3 de desembre de 1158. El rei la va sobreviure vint-i-set anys.
Va ser enterrada al Reial Monestir de Santa Creu de Coïmbra, on més tard hi va ser sebollit el rei. La seva tomba era en origen de factura senzilla, i el 1515 el rei Manuel I va fer aixecar un mausoleu ricament decorat. Alguns autors afirmen que després van ser traslladats el 1832, juntament amb els del rei, al túmul d'Alfons Henriques.